# Rashad McCants
Rashad Dion McCants (Asheville, 25 de setembro de 1984), conhecido como Rashad McCants, é um ex-jogador de basquete e podcaster norte americano, fazendo parte do podcast Gil's Arena, junto ao também ex-jogador Gilbert Arenas.

## High school career
McCants começou sua carreira no colegial em Erwin High School, em Asheville, mas terminou na New School em Nova Hampton Hampton, New Hampshire. Ele liderou o New Hampton para o campeonato 2002 New England Prep School Classe A e foi nomeado MVP do jogo do título. McCants jogou ao lado de futuro companheiro de equipe faculdade Wes Miller durante sua temporada de sénior.
McCants era um estudante de honra em New Hampton. Ele também ganhou o New Hampshire Jogador do Ano em 2001 e 2002. E, como um idoso, ele também foi nomeado para os Parade All-American e McDonald All-American Equipes. Ele jogou no jogo All-American do McDonald com os futuros companheiros de equipe do salto alcatrão Raymond Felton e Sean May.

## College career
Ao lado de Sean May, Raymond Felton e David Noel, McCants se juntou a uma classe de recrutamento estelar na UNC para a temporada 2002-2003, treinada por Matt Doherty. Em seu primeiro ano, McCants liderou os Tar Heels em marcar com 17,5 pontos por jogo, e levou-os a uma terceira rodada de perda de Georgetown no National Invitation Tournament. Ele foi eleito para o All-Conference Costa Atlântica (ACC), a equipe estreante.
Na temporada 2003-2004, McCants liderou o ACC na pontuação com 20 pontos por jogo. Com esse esforço, McCants ajudou a liderar UNC volta para o Torneio da NCAA com um sexto ranking, onde eles iriam perder na segunda rodada para o número três classificado Texas. Ele era o líder votado no First Team All-ACC como um estudante de segundo ano, e foi nomeado uma segunda equipe All-American.
Com calouro Marvin Williams se juntar à lista de convocados para o 2004-2005, a classe júnior liderada por pré-temporada de  candidatos do Wooden Award foram McCants, maio e Felton deu UNC uma alta classificação em todas as pesquisas de pré-temporada ea equipe foi visto como um dos favoritos para ganhar o Torneio da NCAA. Depois de passar 33-4 e vencendo a temporada regular ACC, McCants '16,4 pontos por jogo ajudou a garantir UNC um dos quatro número um sementes no Torneio da NCAA. UNC cruzou para o jogo do campeonato, onde McCants ajudou os Tar Heels derrotar o Illinois Fighting Illini 75-70.
McCants 'três anos em Chapel Hill não eram sem controvérsia. Em uma entrevista para uma emissora de televisão local, McCants comparado UNC para uma prisão, afirmando: "Você não está autorizado a dizer certas coisas, mas uma vez que você sair da cadeia, você está livre. (Eu sou) na minha frase , e eu estou fazendo o meu tempo ".
McCants marcou 1721 pontos em sua carreira na Carolina do Norte e fez carreira 221 gols de campo de três pontos.

## Estatísticas

### Temporada regular da NBA
| Ano      | Equipe     | PJ  | PT | MPJ  | FG%  | 3P%  | LL%  | RT  | AS  | BR | TO | PPJ  |
| -------- | ---------- | --- | -- | ---- | ---- | ---- | ---- | --- | --- | -- | -- | ---- |
| 2005-06  | Minnesota  | 79  | 12 | 17.2 | .450 | .372 | .736 | 1.8 | .8  | .6 | .3 | 7.9  |
| 2006-07  | Minnesota  | 37  | 0  | 15.0 | .350 | .267 | .690 | 1.3 | 1.0 | .7 | .2 | 5.0  |
| 2007-08  | Minnesota  | 75  | 24 | 26.9 | .453 | .407 | .748 | 2.7 | 2.2 | .9 | .2 | 14.9 |
| 2008-09  | Minnesota  | 34  | 2  | 18.7 | .360 | .319 | .741 | 1.9 | .9  | .8 | .2 | 9.1  |
| 2008-09  | Sacramento | 24  | 1  | 19.4 | .444 | .357 | .783 | 2.0 | 1.5 | .8 | .3 | 10.3 |
| Carreira |            | 249 | 39 | 20.2 | .431 | .368 | .741 | 2.0 | 1.3 | .7 | .2 | 10.0 |